# 6405 Коміяма
6405 Коміяма (6405 Komiyama) — астероїд головного поясу, відкритий 30 квітня 1992 року.
Тіссеранів параметр щодо Юпітера — 3,604.